# Szent Miklós-kolostor (Klastromalja)

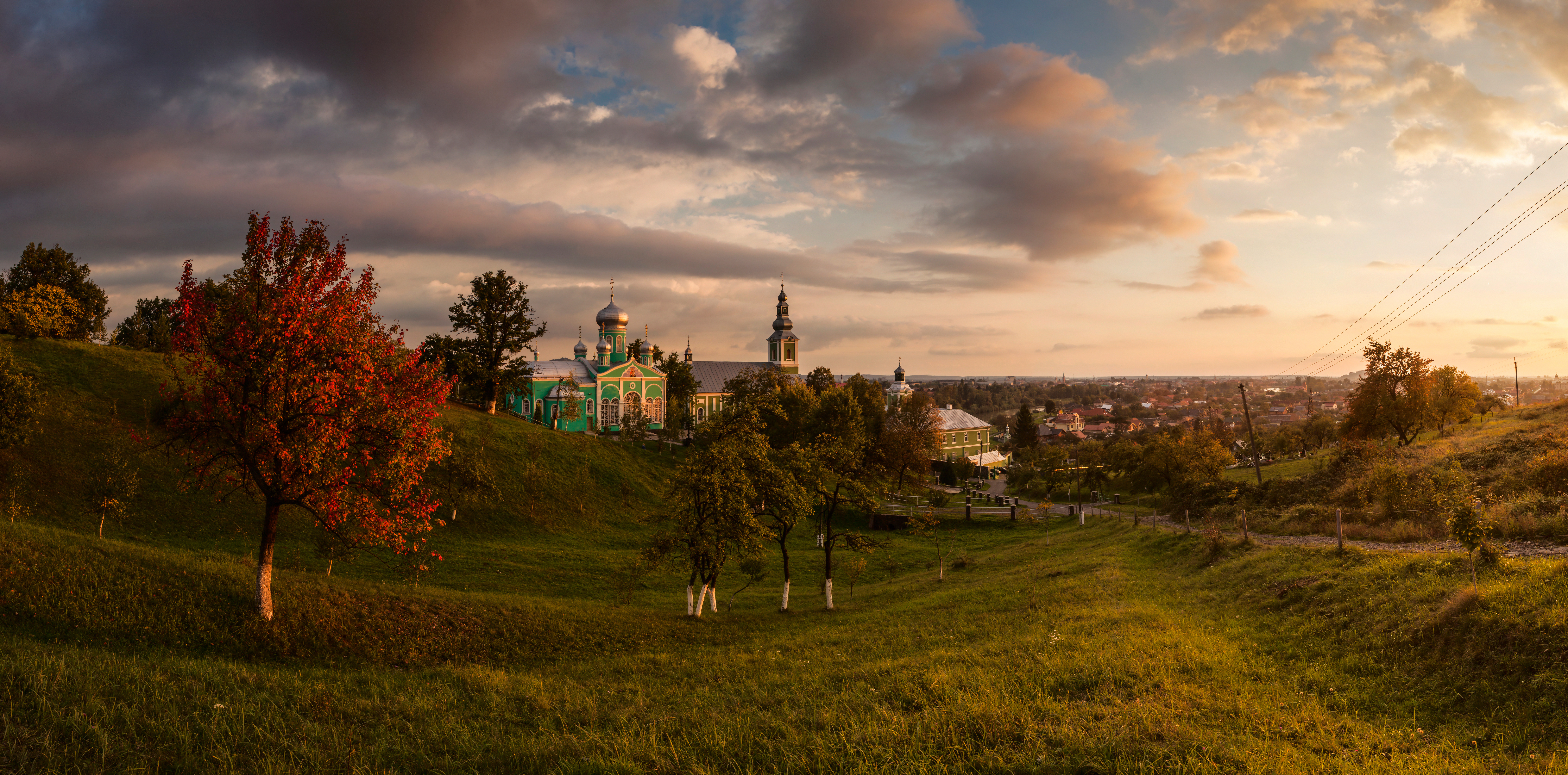
A Szent Miklós-kolostor a Munkácshoz tartozó Klastromalja melletti Csernek-hegyen

A Szent Miklós-kolostor (ukránul: Свято-Миколаївський монастир, magyar átírásban: Szvjato-Mikolajivszkij monasztir) ortodox női kolostor Ukrajnában. Kárpátalján, a Klastromalja (Munkács) melletti Csernek-hegyen fekszik. Korjatovics Tódor fejedelem alapíttotta kolostor jelenleg a Moszkvai patriarchátus alá tartozó Ukrán Ortodox Egyház Ungvári és Munkácsi egyházmegyéjének alárendeltségében működik.